# Lihons
Lihons är en kommun i departementet Somme i regionen Hauts-de-France i norra Frankrike. Kommunen ligger i kantonen Chaulnes som tillhör arrondissementet Péronne. År 2022 hade Lihons 461 invånare.

## Befolkningsutveckling
Antalet invånare i kommunen Lihons
| Referens: INSEE |